# 광범위식도연축
광범위식도연축(diffuse esophageal spasm, DES, distal esophageal spasm) 또는 미만성식도연축, 미만성식도경련은 식도에서 통제되지 않는 수축이 일어나는 질환으로, 이로 인해 무언가를 삼키기 어려운 삼킴장애나 역류가 생길 수 있다. 심혈관계질환에서 나타나는 것과 유사한 양상의 흉통을 보이는 경우도 있다. 광범위식도연축은 많은 경우 그 원인이 불명이다.
광범위식도연축 환자의 X선 촬영에서는 코르크따개식도(corkscrew esophagus)와 같은 특정 기형이 흔히 관찰되고는 하나, 이러한 소견은 광범위식도연축에 특이적인 소견은 아니다. 식도의 운동 기능을 평가하기 위해 식도내압검사를 시행하여, 광범위식도연축을 시사하는 비정상적인 근육 수축 패턴을 확인하는 데에 도움을 받을 수 있다. 치료는 약물이 주가 된다. 사용되는 약물에는 양성자 펌프 억제제 등의 위산 억제제, 칼슘 통로 억제제, 히오스신 브로민화뷰틸, 질산염 등이 있다. 수술은 매우 드물게 고려한다. 광범위식도연축 환자는 위 식도 역류병(GERD), 신경근질환, 퇴행성 신경질환 등의 발생률이 높다.

## 같이 보기
- 호두까기식도